# Kryptobaatar
Kryptobaatar ("ukryty bohater," z greckiego: kryptos, "ukryty" i z mongolskiego: baatar, "bohater" lub "atleta") znany również jako Gobiaatar i Gobibaatar ("Bohater z Gobi") lub Tugrigbaatar - wymarły rodzaj ssaka z rodziny Djadochtatheriidae, żyjący w późnej kredzie.
Został odkryty w środkowej Azji. Zamieszkiwał obszary dzisiejszej pustyni Gobi. Jego czaszka miała długość około 3 cm.
Znane naukowcom gatunki to:
- Kryptobaatar dashzevegi zwany również Gobibaatar parvus
- Kryptobaatar mandahuensis
- Kryptobaatar saichanensis zwany również Tugrigbaatar saichanensis